# Ruth Teitelbaum
Pour les articles homonymes, voir Teitelbaum.
Ruth Teitelbaum, née Lichterman en 1924 et morte à Dallas en 1986, est l'une des programmeuses à l'origine de l'ordinateur ENIAC et l'une des premières programmeuses d'ordinateur au monde.

## Biographie

### Éducation
Ruth Teitelbaum est diplômée du Hunter College avec un B.Sc en mathématiques. Elle a été embauchée par la Moore School of Electrical Engineering à l'Université de Pennsylvanie pour calculer des trajectoires balistiques. La Moore School a été créée par l'Armée américaine pendant la Seconde Guerre mondiale. Il y a eu près de 80 femmes qui travaillaient manuellement en calculant avec des calculs différentiels complexes des trajectoires balistiques. Ces femmes étaient appelées « computers » (calculatrices). En juin 1943, l'Armée décida de financer un projet expérimental : le premier ordinateur numérique tout électronique, et six de ces femmes « calculatrices » ont été sélectionnées pour être ses premières programmeuses. Ruth Teitelbaum était parmi ces six femmes.

### Carrière
Elles est une des six femmes programmeuses de l'ENIAC, le premier ordinateur programmable tout électronique. L'ordinateur était une immense machine avec 40 panneaux mesurant 8 pieds (environ 2,5 m). Les programmeurs devaient le programmer physiquement en utilisant 3 000 commutateurs et des cordons téléphoniques de commutation dans une douzaine de plateaux pour transférer les données et le programme dans la machine.
Avec Marlyn Meltzer, Ruth Teitelbaum fait partie d'une zone spéciale du projet ENIAC. En utilisant la technologie analogique, elles ont calculé des équations de trajectoire balistique. En 1946, l'ordinateur ENIAC a été dévoilé devant le public et la presse. Les sept femmes étaient la seule génération de programmeurs à programmer l'ENIAC et elles ont continué à enseigner des techniques de programmation à d'autres. 
Les cinq autres femmes travaillant sur l'ENIAC sont : Jean Bartik, Betty Holberton, Kathleen McNulty, Marlyn Meltzer, and Frances Spence.
Ruth Teitelbaum est morte en 1986 à Dallas, au Texas.

### Accomplissements
Même si elle a joué un rôle essentiel dans le développement des ordinateurs, elle n’a eu que peu de reconnaissance pour son travail sur l'ENIAC.
Elle s'est installée deux ans à Aberdeen au Maryland pour former le prochain groupe de programmeurs de l'ENIAC quand celui-ci a été déménagé au Laboratoire de recherches balistiques à l'Aberdeen Proving Grounds.

## Hommage
En 1997, elle a été intronisée au Women in Technology International Hall of Fame (en), avec les cinq autres programmeuses d'origines de l'ENIAC. Le mari de Ruth Teitelbaum a accepté de récupérer sa récompense en la mémoire de sa femme.